# 1994년 시카고 영화 비평가 협회상
제7회 시카고 비평가 협회상은 1994년에 열린 시상식이다.

## 수상 및 후보

### 작품상
- 후프 드림스 - 스티브 제임스 수상

### 감독상
- 펄프 픽션 - 쿠엔틴 타란티노 수상

### 남우주연상
- 포레스트 검프 - 톰 행크스 수상

### 여우주연상
- 미세스 파커 - 제니퍼 제이슨 리 수상

### 남우조연상
- 에드 우드 - 마틴 랜도 수상

### 여우조연상
- 브로드웨이를 쏴라 - 다이앤 위스트 수상

### 각본상
- 펄프 픽션 - 쿠엔틴 타란티노 외 1명 수상

### 외국어영화상
- 세가지 색 제3편 - 레드/박애 - 크지슈토프 키에슬로프스키 수상

### 음악상
- 라이온 킹 - 한스 짐머

### 유망남우상
- 네번의 결혼식과 한번의 장례식 - 휴 그랜트 수상

### 유망여우상
- 뱀파이어와의 인터뷰 - 커스틴 던스트 수상